# Arthur Gruber
Arthur Gruber (* 12. Juli 1914 in Sulzbach an der Murr; † 2. Juli 1981) war ein deutscher Politiker (CDU). Er war von 1946 bis 1977 zunächst Bürgermeister und ab deren Ernennung zur Großen Kreisstadt 1962 Oberbürgermeister von Sindelfingen. Zudem gehörte er von 1976 bis 1979 dem Landtag von Baden-Württemberg an.

## Leben
Arthur Gruber besuchte die Volksschule und ab 1924 die Realschule in Pforzheim, ab 1927 die Realschule in Sindelfingen. Ab 1930 war er Verwaltungslehrling beim Bürgermeisteramt Maichingen und nach der Lehre Verwaltungsgehilfe in den Bürgermeisterämtern Maichingen, Güglingen und Eibensbach und 1935 Verwaltungsgehilfe im Landratsamt Geislingen. Er besuchte von 1935 bis 1936 die Höhere Verwaltungsschule in Stuttgart und legte die Prüfung für höheren Verwaltungsdienst ab. 1936 trat er in den Dienst der Stadt Sindelfingen. In der Zeit von 1939 bis 1945 war er als Soldat eingezogen und befand sich eine Zeitlang in Kriegsgefangenschaft. Gruber heiratete am 7. April 1940 Lydia Renz, der Ehe entstammen vier Kinder.
Von 1932 bis 1945 und somit auch während des Nationalsozialismus amtierte Karl Pfitzer als Bürgermeister in Sindelfingen. Nach dem Zweiten Weltkrieg wurde Pfitzer von der amerikanischen Militärregierung am 2. Oktober 1945 abgesetzt und stattdessen Werner Häring zum kommissarischen Bürgermeister eingesetzt. 1946 war Gruber ein Mitbegründer der CDU in Sindelfingen und im Landkreis Böblingen. Er wurde am 6. März 1946 durch den Gemeinderat mit zehn Stimmen zum Bürgermeister gewählt, Häring bekam acht Stimmen der 18 Gemeinderatsmitglieder. Die Militärregierung lehnte nach Einspruch Härings jedoch die Wahl zunächst ab und verlangte eine Neuwahl. Am 25. Mai 1946 wurde er erneut gewählt, diesmal mit 11 Stimmen. Am 21. Februar 1948 erfolgte die Wahl durch die Bevölkerung zum Bürgermeister. Die Stadt wuchs auf über 20.000 Einwohner. Im Zuge des neuen Status als Große Kreisstadt wurde Gruber am 1. Februar 1962 vom Bürgermeister zum Oberbürgermeister ernannt. Im April 1976 wurde er zum Landtagsabgeordneten gewählt, trat aber vom Amt als Oberbürgermeister zum 1. Juli 1977 aus gesundheitlichen Gründen zurück, 1979 legte er auch das Mandat im Landtag nieder. Sein Amtsnachfolger als Oberbürgermeister wurde Dieter Burger, im Landtag rückte Eugen Klunzinger für ihn nach.
Sindelfingen expandierte stark nach dem Zweiten Weltkrieg. Unter der Führung Grubers stieg die Einwohnerzahl von 8275 im Jahr 1946 auf 43033 im Jahr 1970 und durch die Eingemeindung von Darmsheim und Maichingen im Jahr 1971 auf 55711. Es wurden in der Zeit ungefähr 15000 Wohnungen gebaut, 26 Kindergärten, 19 Schulen, von den öffentlichen Gebäuden sind Stadthalle, Krankenhaus, Freibad und neues Rathaus zu erwähnen. Mit Grubers Hilfe konnte der NS-Verbrecher Sigfried Uiberreither nach dem Zweiten Weltkrieg unter einem Tarnnamen in Sindelfingen untertauchen. Gruber starb am 2. Juli 1981.

## Ehrungen
- Ehrenbürger von Los Angeles in Würdigung der Verdienste um die Donauschwaben 1969[10]
- Verleihung des Bundesverdienstkreuzes 1. Klasse am 11. Juni 1970, anlässlich des 40-jährigen Dienstjubiläums[6]
- Ernennung zum Ehrenbürger von Sindelfingen bei der Verabschiedung am 29. Juli 1977 und zugleich
- Auszeichnung mit dem Großen Verdienstkreuz[9]
- Verdienstmedaille des Landes Baden-Württemberg 1981
- In Sindelfingen ist die Arthur-Gruber-Straße nach ihm benannt.